# Товкис Володимир Юрійович
Володи́мир Ю́рійович То́вкис — прапорщик Управління державної охорони України, учасник російсько-української війни.

## З життєпису
Станом на червень 2017 року — співробітник охорони, Управління державної охорони. Проживав у Розношенському (Благовіщенський район, Кіровоградська область).
На фронті перебував у складі підрозділу НГУ. В кінці вересня 2019-го зазнав важкого поранення в голову, виконуючи бойові завдання; пробув у стані коми 15 діб.
Брав участь в «Іграх нескорених 2020». Призер «Ігор нескорених 2023».

## Нагороди та вшанування
- Указом Президента України № 804/2019 від 5 листопада 2019 року за «особисту мужність і самовідданість, виявлені під час бойових дій, зразкове виконання військового обов'язку» нагороджений орденом «За мужність» III ступеня[5].